# Joan Brudieu
|  | Per a altres significats, vegeu «Joan Brudieu (desambiguació)». |

Joan Brudieu (diòcesi de Llemotges,1520 - Seu d'Urgell, el 1591) és considerat un dels millors músics de tot el Renaixement català.
Entre altres, el passeig de Joan Brudieu i el Festival Internacional de Música Joan Brudieu de la Seu d'Urgell s'anomenen d'aquesta manera en honor seu.

## Biografia
Malgrat el seu origen llemosí, es pot considerar com a català, ja que les poques dades biogràfiques que s'han trobat d'ell el situen a Catalunya, on es va establir des de l'infantesa.
A l'any 1538 va contribuir en algunes funcions musicals de les festivitats nadalenques de la Catedral de la Seu d'Urgell i des del 1539 fou cantor d'aquesta. Al 1546 el van ordenar sacerdot i al 1548 el nomenen mestre de capella. Al 1550 viatjà al seu país natal per adquirir instruments de fusta per a la capella.
Entre el 1575 i el 1577 va corregir uns llibres corals pertanyents a la catedral. El 1577 es retira a Balaguer per entregar la seva vida a Déu, però al cap d'un any el trobem com a mestre de capella a Santa Maria del Mar de Barcelona, càrrec que abandonarà al cap de poc temps pel que podrien ser problemes de salut. Al 1579 torna a la Seu d'Urgell, on restarà fins a la seva mort, substituït, però, durant un curt període, per Rafael Coma.

## Obra

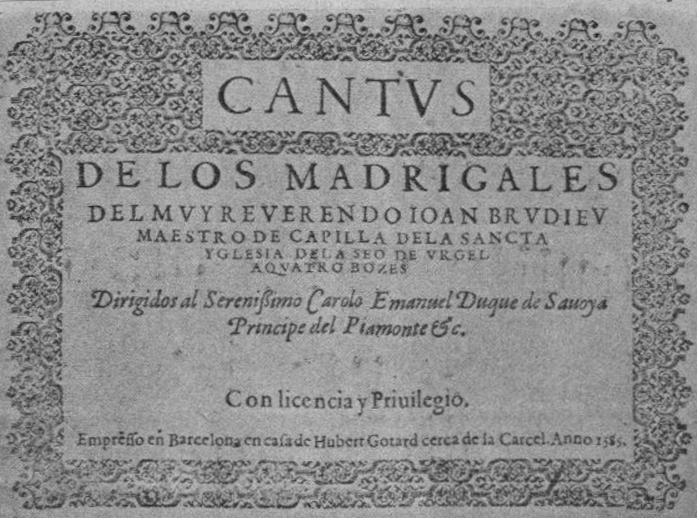
Portada dels Madrigals de Joan Brudieu

Brudieu s'adapta molt ràpid a la vida i cultura catalanes, fins al punt que, probablement, no hi ha cap altre autor d'aquella època que, com ell, incorpori tan íntimament a la seva música l'essència de les tonades populars o, que s'identifiqui tan intensament amb algun dels poetes catalans.
La seva producció és força original respecte dels músics catalans de la seva època. Va compondre un total de setze madrigals, molts d'ells amb text d'Ausiàs March publicats a Barcelona el 1585. Tan sols es conserven catorze composicions al manuscrit De los madrigales del muy Reverendo Joan Brudieu. Entre les cinc composicions en català, n'hi ha dos amb text de March, que corresponen als poemes Fantasiant amor a mi descobre (poema XVIII, versos 1-8, 17-24 i 57-60) i Pren m’enaixí com al patró que en platga (poema II, versos 33-44) (Veny-Mesquida 2009:136,140). Aquests madrigals són una mostra inequívoca del seu geni temperamental, de la seva extremada sensibilitat i cultura, i del seu mestrívol domini del llenguatge polifònic.
També va compondre una missa de difunts, que és l'única del seu temps en l'àmbit dels Països Catalans. L'obra de Brudieu que té un caràcter més popular són els Goigs de Nostra Dona, publicats conjuntament amb els madrigals. Són variacions polifòniques i contrapuntístiques de la melodia tradicional, diferents a cada estrofa.
El madrigal V de Brudieu L'Amor y la Magestad utilitza el mateix text que van fer servir Mateu Fletxa el Vell i el seu nebot, Mateu Fletxa el Jove per a l'ensalada que porta el nom de Las Cañas. Per això, malgrat estar classificat com a madrigal, aquesta composició participa de moltes de les característiques d'aquest subgènere tan popular al Renaixement hispànic.
Aquestes són les úniques obres que coneixem, perquè foren publicades a Barcelona el 1585, però de ben segur que en va escriure moltes més.

## Edicions modernes
- Pedrell, Felip; Anglès, Higini. Els Madrigals i la Missa de difunts d'En Brudieu.  Barcelona: Institut d'Estudis Catalans, 1921.
- Casas, Jordi. ed. Madrigal I. Goigs de Nostra Dona, 1585.  Barcelona: Dinsic, 1998.
- Quetglas Pons, Tomeu. ed. Joan Brudieu: Madrigals (Los Goigs de Nostra Dona i Madrigals XIII, XIV, XV i XVI).  Barcelona: Dinsic, 2001.
- Quetglas Pons, Tomeu. ed. Joan Brudieu: Madrigals II, III, IV i V.  Barcelona: Dinsic, 2002.
- Quetglas Pons, Tomeu. ed. Joan Brudieu: Madrigals VI, VII, VIII, IX, X, XI i XII.  Barcelona: Disnsic, 2002.

## Discografia
- Cant d'amor: Madrigals de Joan Brudieu. Carles Magraner i la Capella de Ministrers. Tabalet Estudis, València, 1997
- Cantica Sacra: 1000 Anys de Música Sacra a Catalunya. Daniel Mestre i Dalmau i Cor de Cambra Fòrum Vocal. Columna Música, Barcelona, 2009

- Madrigals (Barcelona 1585) Joan Brudieu.The Consort of Musicke/La Quarta SciènciaPrímera edició integral Ona Estudis,Bunyola, 1999